# Szever Felikszovics Ganszovszkij
Szever Felikszovics Ganszovszkij Се́вер Фе́ликсович Гансо́вский (Kijev, 1918. december 15. – Moszkva, 1990. Szeptember 6.) szovjet-orosz tudományos-fantasztikus író.

## Élete
Anyja a  híres lett énekesnő, Ella-Johanna May volt, aki egy lengyel turnéján ismerkedett meg Feliksz Ganszovszkijjal s feleségül ment hozzá. 1918-ban két gyermekük született, Szever és Veronika. Születésük után az apa elhagyta a családot, s az anya a gyermekekkel együtt Petrográdba költözött. Az 1930-as években a nagy tisztogatás alatt letartóztatták, s a börtönben agyonlőtték. Szever Ganszovszkij először Murmanszkban volt matróz, később villanyszerelő lett Leningrádban. Esti iskolai tanulmányai után 1940-ben a Leningrádi Állami Egyetemre ment, de 1941-ben, a második világháborúban önkéntesnek jelentkezett a Vörös Hadseregbe. Mesterlövészként és felderítőként szolgált. 1942-ben súlyosan megsebesült. A sebesülést túlélte, de családjával azt a hírt közölték, hogy harctevékenység közben meghalt s eltemették. Leszerelése után volt mint postás, később mint tanár dolgozott. A Leningrádi Állami Egyetem filológiai szakán diplomázott 1951-ben. 1954-ben vette feleségül Jevgenyija Mihajlovna Szergejevát, 1955-ben született meg Ilona nevű lányuk. 
Első munkái egyetemi évei alatt jelentek meg, különböző lapok hasábjain, először 1950-ben. 1959-ban első díjat nyert Северо-западнее Берлина című rövid darabjával, másik munkája, a Люди этого часа második díjat kapott. Az 1960-as években kezdett a tudományos-fantasztikus irodalommal foglalkozni. E műfajban publikált első munkája, a Гость из каменного века volt. День гнева című, 1964-es novellagyűjteményét Algis Budrys John W. Campbell munkáihoz hasonlította. 1989-ben Aelita-díjat kapott Инстинкт? című antológiájáért. Néhány művét megfilmesítették. Mint illusztrátor is híres volt, Arkagyij és Borisz Sztrugackij Улитка на склоне című regénye első kiadása az ő rajzaival jelent meg. Leánya, Ilona szintén illusztrátor és festőművész volt (autóbalesetben hunyt el 2008. december 23-án).

## Magyarul megjelent művei
- Mentsétek meg a gyekabrálokat! – novella, Univerzum, 173–174., 1971 július (1. rész), Univerzum, 1971 augusztus (2. rész)[6][7][8][9]
- Három nap egy esztendő (regény, Kozmosz Fantasztikus Könyvek, 1973)
- Jön az ember (novella, Ötvenedik című antológia, Kozmosz Fantasztikus Könyvek, 1977)
- A harag napja (novella, Galaktika 11., 1974; utánközlés: Galaktika 187., 2005)
- Menekülés (novella, Galaktika 337., 2018, a lap XL-változatában is közölve)

## Külső hivatkozások
- Ganszovszkij oldala az IMDB-n
- Nyomtatásban megjelent munkáinak bibliográfiája az ISFDB oldalon

## Fordítás
- Ez a szócikk részben vagy egészben  a   Sever Gansovsky című angol Wikipédia-szócikk ezen változatának fordításán alapul.  Az eredeti cikk szerkesztőit annak laptörténete sorolja fel. Ez a jelzés csupán a megfogalmazás eredetét és a szerzői jogokat jelzi, nem szolgál a cikkben szereplő információk forrásmegjelöléseként.